# Saint-Palais-de-Négrignac

Saint-Palais-de-Négrignac este o comună în departamentul Charente-Maritime, Franța. În 1 ianuarie 2022 avea o populație de 417 de locuitori.